# Trendy Google
Trendy Google je webová stránka společnosti Google, která analyzuje popularitu vyhledávacích dotazů ve Vyhledávání Google v různých regionech a jazycích. Trendy Google používají grafy k porovnání počtu vyhledávání různých dotazů v čase.
5. srpna 2008 společnost Google spustila sofistikovanější a pokročilejší službu Google Insights for Search. Dne 27. září 2012 Google sloučil Google Insights for Search do Trendů Google.
Trendy Google ukládají každoročně dotazy, které zaznamenaly nejvýraznější nárůst zájmu oproti předchozímu roku a poté je Google na konci roku nabízí ve Vyhledávání Google.

## Nedávné trendy
Nedávné trendy je doplněk k Trendům Google, který zobrazuje 20 nejlepších, respektive nejrychleji rostoucích vyhledávacích dotazů v nedávných hodinách v různých regionech. Nedávné trendy zobrazují vyhledávání, která v nedávné době byla velmi četně vyhledávána.